# Madjoari
Madjoari è un dipartimento del Burkina Faso classificato come comune, situato nella provincia di Kompienga, facente parte della Regione dell'Est.
Il dipartimento si compone del capoluogo e di altri 7 villaggi: Gnobtenkoagou, Kodjaari, Matambima, Momba, Namounyouri, Tambarga e Tanli.